# Senatore a vita (ordinamento italiano)

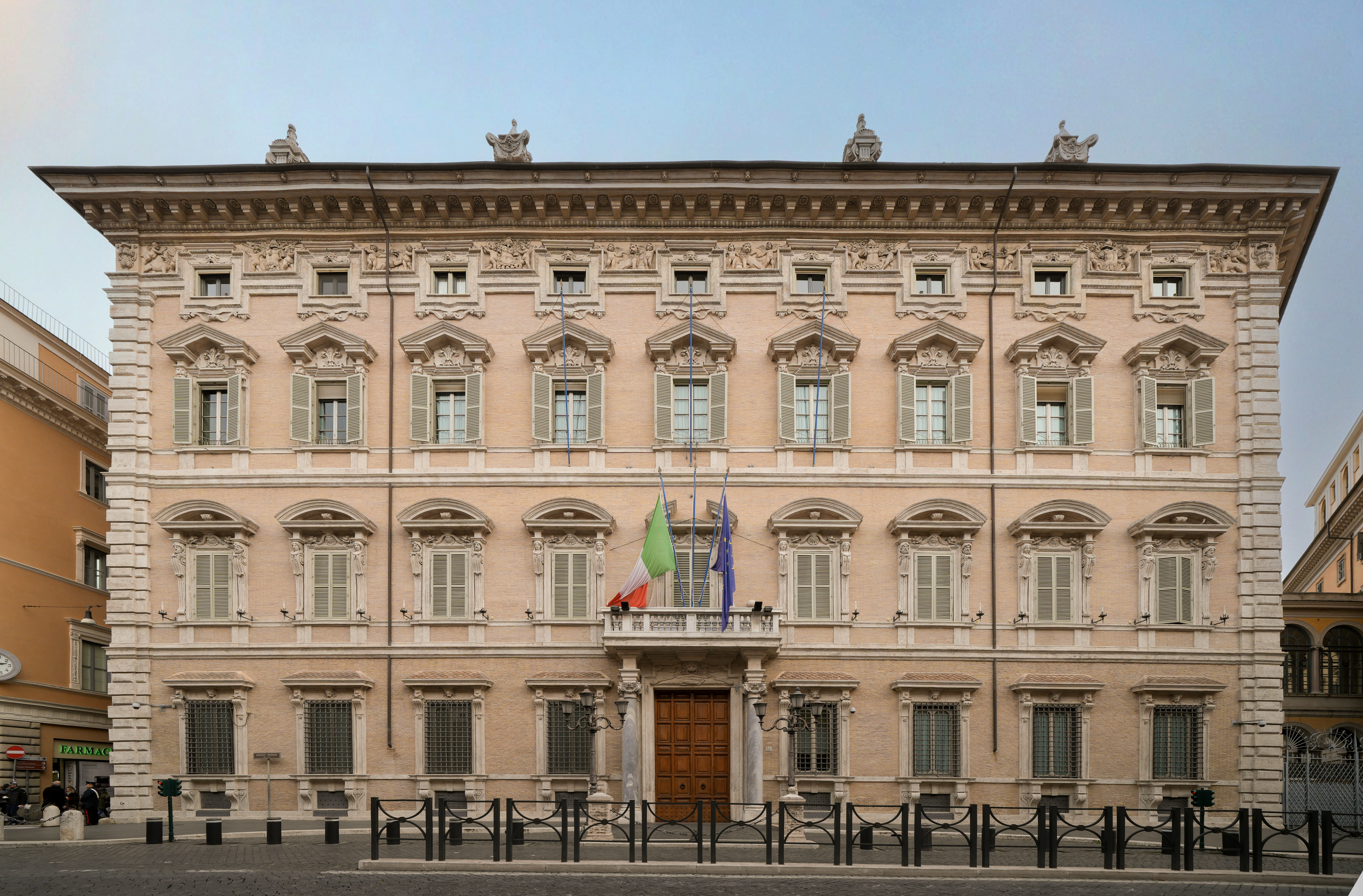
Palazzo Madama, sede del Senato della Repubblica

La carica di senatore a vita, nell'ordinamento giuridico italiano, è prevista dall'articolo 59 della Costituzione che designa i soggetti facenti parte con mandato vitalizio del Senato della Repubblica.
Essi si distinguono in "senatori di diritto e a vita" (ossia gli ex presidenti della Repubblica, che accedono automaticamente alla carica una volta ultimato il loro mandato) e "senatori a vita di nomina presidenziale" (ossia nominati - nel numero massimo di cinque - dal Capo dello Stato tra i cittadini italiani che abbiano «illustrato la Patria per altissimi meriti nel campo sociale, scientifico, artistico e letterario»). 
La differente denominazione non cela però alcuna differenza in termini di competenze e prerogative, le quali sono comunque del tutto equiparate a quelle di coloro che ricoprono la carica senatoriale con mandato elettivo a termine.
Non essendo soggetti al rinnovo in occasione delle tornate elettorali, i senatori a vita decadono dalla carica solo per decesso, rinuncia o a seguito di destituzione secondo i canonici meccanismi di decadenza parlamentare.

## Storia
Dai lavori dell'Assemblea Costituente risulta che i senatori a vita sono stati inseriti nel nuovo Senato per due ragioni: da una parte assicurare al Senato la partecipazione di membri particolarmente competenti e qualificati, dall'altra parte per consentire la presenza in Senato di voci indipendenti dai partiti e che rappresentino qualcosa di diverso dalla politica, così da integrare e qualificare positivamente la rappresentanza parlamentare scaturita dal voto. Il mandato vitalizio è stato scelto per garantire ai predetti senatori la massima indipendenza morale. 
A partire dagli ultimi anni del XX secolo, il Parlamento ha discusso diverse proposte di riforma costituzionale che si sono occupate dell'istituto dei senatori a vita. Quelle approvate in commissione o dalle assemblee, tuttavia, non ne hanno mai previsto l'abolizione, ma piuttosto una sua riforma, ad esempio con l'introduzione del mandato a termine al posto di quello a vita.
Nella storia della Repubblica italiana i senatori a vita sono stati in totale 47, di cui 11 ex Presidenti della Repubblica.

## Numero massimo di senatori a vita
Il secondo comma dell'art. 59 della Costituzione, come modificato dall'art. 3 della legge costituzionale n. 1/2020 (in vigore dal 5 novembre 2020), stabilisce quanto segue: 

Tuttavia, fino al 4 novembre 2020 il secondo comma dell'articolo 59 della Costituzione stabiliva: 
In dottrina si era posto il problema se il limite costituzionale di cinque senatori a vita fosse da intendersi come limite massimo di senatori a vita presenti in Senato oppure come limite massimo di nomine a disposizione di ciascun presidente. Dall'entrata in vigore della Costituzione nel 1948 fino all'anno 1984 vi fu una chiara prevalenza della prima interpretazione, anche in considerazione della collocazione dell'articolo 59 tra le norme relative al Parlamento, nonché dell'intenzione espressa chiaramente negli atti dell'Assemblea Costituente. Peraltro, il presidente Einaudi esercitò il diritto di nomina per otto volte, al fine di sostituire Arturo Toscanini (che aveva rinunciato), Trilussa e Guido Castelnuovo (che nel frattempo erano deceduti). Pertanto si guardò al numero di senatori in carica nello stesso tempo, e non già al numero di volte che il presidente esercitò il potere di nomina.
Nel 1984, invece, il presidente Sandro Pertini, dopo il parere favorevole della Giunta per le elezioni del Senato, seguì la seconda interpretazione, nominando altri due senatori a vita: questi arrivarono a essere quindi complessivamente sette. Secondo tale interpretazione infatti, l'articolo 59, comma 2 della Costituzione avrebbe inteso non limitare a cinque il numero di senatori a vita che possono sedere in Parlamento, bensì permettere a ogni presidente di nominare i "suoi" cinque senatori a vita. Questa interpretazione fu tuttavia fortemente criticata da parte della dottrina poiché rischiava di alterare, secondo un'interpretazione restrittiva della norma, il carattere rappresentativo del Senato come dalle discussioni agli atti dell'Assemblea Costituente.
Il successivo presidente, Francesco Cossiga, seguì la medesima interpretazione di Pertini e nominò altri cinque senatori a vita. Ma la nomina non avvenne contestualmente, giacché il 2 maggio 1991, a seguito del decesso di Cesare Merzagora che era uno dei cinque senatori a vita di nomina presidenziale allora in esercizio, Cossiga nominò Giovanni Spadolini. Il 1º giugno 1991 presidente della Repubblica procedette alla nomina di altri quattro senatori a vita, intendendo così uniformarsi all'interpretazione estensiva adottata dal suo predecessore. In quell'occasione Cossiga propose la nomina anche a Indro Montanelli, che rifiutò (non è possibile identificare la personalità che fu designata in sua vece). Lo stesso anno anche Nilde Iotti, di fronte a indiscrezioni relative a una sua possibile nomina, fece sapere di non essere interessata preferendo rimanere presidente della Camera dei deputati. Come conseguenza tra il 1982 e il 1992 il numero di senatori a vita totali salì da 6 (4 per merito e 2 ex presidenti) al massimo di 11 (9 per merito e 2 ex presidenti) nel 1992 (alla fine del mandato presidenziale di Francesco Cossiga).
In seguito tornò chiaramente a prevalere l'interpretazione iniziale (appoggiata da pressoché tutti i costituzionalisti e seguita da tutti i presidenti successivi a Pertini e Cossiga), secondo la quale i senatori a vita di nomina presidenziale non possono essere in numero superiore a cinque.
Il presidente Oscar Luigi Scalfaro, fedele all'interpretazione iniziale e memore della sua esperienza in Assemblea Costituente, non nominò alcun senatore durante il suo mandato, mentre Carlo Azeglio Ciampi ne nominò cinque, ma attendendo che il numero di senatori per merito scendesse nel 2001 sotto il limite di cinque e rispettando tale limite sino alla fine del suo mandato.
Il presidente Giorgio Napolitano, nel corso del suo primo mandato, nominò un solo senatore a vita (Mario Monti), nominandone poi altri quattro (Renzo Piano, Claudio Abbado, Elena Cattaneo e Carlo Rubbia) all'inizio del secondo mandato, attenendosi all'interpretazione restrittiva.
Il presidente Sergio Mattarella ha nominato Liliana Segre, arrivando alla soglia dei cinque senatori a vita di nomina presidenziale.
La legge costituzionale 19 ottobre 2020, n. 1, approvata con referendum del 20 e 21 settembre 2020 e in vigore dal 5 novembre 2020, stabilisce definitivamente che il numero complessivo dei senatori in carica di nomina presidenziale non può in alcun caso essere superiore a cinque.

## Senatori a vita in carica
Dal 22 settembre 2023 (data dell'ultima variazione), sono in carica cinque senatori a vita tutti di nomina presidenziale: Mario Monti, Elena Cattaneo, Renzo Piano e Carlo Rubbia, nominati da Giorgio Napolitano, e Liliana Segre, nominata da Sergio Mattarella.

## Senatori a vita nominati dal Presidente della Repubblica

### Nominati da Enrico De Nicola
Nessun senatore a vita fu nominato da Enrico De Nicola.

### Nominati da Luigi Einaudi
| Immagine | Nominativo             | Professione           | Data nomina       | Motivazione                            | Data cessazione                        |
| -------- | ---------------------- | --------------------- | ----------------- | -------------------------------------- | -------------------------------------- |
|          | Guido Castelnuovo      | matematico            | 5 dicembre 1949   | Meriti in campo scientifico            | 27 aprile 1952 (deceduto)              |
|          | Arturo Toscanini       | direttore d'orchestra | 5 dicembre 1949   | Meriti in campo artistico              | 7 dicembre 1949 (rinuncia alla carica) |
|          | Pietro Canonica        | scultore              | 1º dicembre 1950  | Meriti in campo artistico              | 8 giugno 1959 (deceduto)               |
|          | Gaetano De Sanctis     | storico               | 1º dicembre 1950  | Meriti in campo scientifico            | 9 aprile 1957 (deceduto)               |
|          | Pasquale Jannaccone    | economista            | 1º dicembre 1950  | Meriti in campo scientifico            | 22 dicembre 1959 (deceduto)            |
|          | Trilussa               | poeta                 | 1º dicembre 1950  | Meriti in campo artistico e letterario | 21 dicembre 1950 (deceduto)            |
|          | Luigi Sturzo           | sacerdote, politico   | 17 settembre 1952 | Meriti in campo sociale e scientifico  | 8 agosto 1959 (deceduto)               |
|          | Umberto Zanotti Bianco | archeologo            | 17 settembre 1952 | Meriti in campo sociale e scientifico  | 28 agosto 1963 (deceduto)              |

### Nominati da Giovanni Gronchi
| Immagine | Nominativo        | Professione | Data nomina     | Motivazione                           | Data cessazione             |
| -------- | ----------------- | ----------- | --------------- | ------------------------------------- | --------------------------- |
|          | Giuseppe Paratore | politico    | 9 novembre 1957 | Meriti in campo sociale e scientifico | 26 febbraio 1967 (deceduto) |

### Nominati da Antonio Segni
| Immagine | Nominativo       | Professione | Data nomina  | Motivazione                           | Data cessazione            |
| -------- | ---------------- | ----------- | ------------ | ------------------------------------- | -------------------------- |
|          | Cesare Merzagora | politico    | 2 marzo 1963 | Meriti in campo sociale               | 1º maggio 1991 (deceduto)  |
|          | Ferruccio Parri  | politico    | 2 marzo 1963 | Meriti in campo sociale               | 8 dicembre 1981 (deceduto) |
|          | Meuccio Ruini    | politico    | 2 marzo 1963 | Meriti in campo sociale e scientifico | 6 marzo 1970 (deceduto)    |

### Nominati da Giuseppe Saragat
| Immagine | Nominativo        | Professione | Data nomina      | Motivazione                            | Data cessazione                                       |
| -------- | ----------------- | ----------- | ---------------- | -------------------------------------- | ----------------------------------------------------- |
|          | Vittorio Valletta | industriale | 28 novembre 1966 | Meriti in campo sociale                | 10 agosto 1967 (deceduto)                             |
|          | Eugenio Montale   | poeta       | 13 giugno 1967   | Meriti in campo artistico e letterario | 12 settembre 1981 (deceduto)                          |
|          | Giovanni Leone    | politico    | 27 agosto 1967   | Meriti in campo sociale e scientifico  | 24 dicembre 1971 (eletto Presidente della Repubblica) |
|          | Pietro Nenni      | politico    | 25 novembre 1970 | Meriti in campo sociale                | 1º gennaio 1980 (deceduto)                            |

### Nominati da Giovanni Leone
| Immagine | Nominativo       | Professione | Data nomina   | Motivazione                           | Data cessazione             |
| -------- | ---------------- | ----------- | ------------- | ------------------------------------- | --------------------------- |
|          | Amintore Fanfani | politico    | 10 marzo 1972 | Meriti in campo sociale e scientifico | 20 novembre 1999 (deceduto) |

### Nominati da Sandro Pertini
| Immagine | Nominativo         | Professione            | Data nomina       | Motivazione                            | Data cessazione              |
| -------- | ------------------ | ---------------------- | ----------------- | -------------------------------------- | ---------------------------- |
|          | Leo Valiani        | politico e storico     | 12 gennaio 1980   | Meriti in campo sociale                | 18 settembre 1999 (deceduto) |
|          | Eduardo De Filippo | attore e commediografo | 26 settembre 1981 | Meriti in campo artistico e letterario | 31 ottobre 1984 (deceduto)   |
|          | Camilla Ravera     | politica               | 8 gennaio 1982    | Meriti in campo sociale                | 14 aprile 1988 (deceduta)    |
|          | Carlo Bo           | critico letterario     | 18 luglio 1984    | Meriti in campo letterario             | 21 luglio 2001 (deceduto)    |
|          | Norberto Bobbio    | giurista e filosofo    | 18 luglio 1984    | Meriti in campo scientifico            | 9 gennaio 2004 (deceduto)    |

### Nominati da Francesco Cossiga
| Immagine | Nominativo           | Professione        | Data nomina    | Motivazione                                       | Data cessazione             |
| -------- | -------------------- | ------------------ | -------------- | ------------------------------------------------- | --------------------------- |
|          | Giovanni Spadolini   | politico e storico | 2 maggio 1991  | Meriti in campo sociale, scientifico e letterario | 4 agosto 1994 (deceduto)    |
|          | Gianni Agnelli       | industriale        | 1º giugno 1991 | Meriti in campo sociale                           | 24 gennaio 2003 (deceduto)  |
|          | Giulio Andreotti     | politico           | 1º giugno 1991 | Meriti in campo sociale e letterario              | 6 maggio 2013 (deceduto)    |
|          | Francesco De Martino | politico           | 1º giugno 1991 | Meriti in campo sociale, scientifico e letterario | 18 novembre 2002 (deceduto) |
|          | Paolo Emilio Taviani | politico           | 1º giugno 1991 | Meriti in campo sociale e scientifico             | 18 giugno 2001 (deceduto)   |

### Nominati da Oscar Luigi Scalfaro
Nessun senatore a vita fu nominato da Oscar Luigi Scalfaro.

### Nominati da Carlo Azeglio Ciampi
| Immagine | Nominativo           | Professione  | Data nomina       | Motivazione                            | Data cessazione                                     |
| -------- | -------------------- | ------------ | ----------------- | -------------------------------------- | --------------------------------------------------- |
|          | Rita Levi-Montalcini | neurobiologa | 1º agosto 2001    | Meriti in campo sociale e scientifico  | 30 dicembre 2012 (deceduta)                         |
|          | Emilio Colombo       | politico     | 14 gennaio 2003   | Meriti in campo sociale                | 24 giugno 2013 (deceduto)                           |
|          | Mario Luzi           | poeta        | 14 ottobre 2004   | Meriti in campo artistico e letterario | 28 febbraio 2005 (deceduto)                         |
|          | Giorgio Napolitano   | politico     | 23 settembre 2005 | Meriti in campo sociale                | 15 maggio 2006 (eletto Presidente della Repubblica) |
|          | Sergio Pininfarina   | industriale  | 23 settembre 2005 | Meriti in campo sociale                | 3 luglio 2012 (deceduto)                            |

### Nominati da Giorgio Napolitano
| Immagine | Nominativo     | Professione                        | Data nomina     | Motivazione                           | Data cessazione            |                            |
| -------- | -------------- | ---------------------------------- | --------------- | ------------------------------------- | -------------------------- | -------------------------- |
|          | Mario Monti    | economista                         | 9 novembre 2011 | Meriti in campo sociale e scientifico | in carica                  | in carica                  |
|          | Claudio Abbado | direttore d'orchestra              | 30 agosto 2013  | Meriti in campo artistico             | 20 gennaio 2014 (deceduto) | 20 gennaio 2014 (deceduto) |
|          | Elena Cattaneo | neurobiologa                       | 30 agosto 2013  | Meriti in campo scientifico           | in carica                  | in carica                  |
|          | Renzo Piano    | architetto                         | 30 agosto 2013  | Meriti in campo artistico             | in carica                  | in carica                  |
|          | Carlo Rubbia   | fisico delle particelle elementari | 30 agosto 2013  | Meriti in campo scientifico           | in carica                  | in carica                  |

### Nominati da Sergio Mattarella
| Immagine | Nominativo    | Professione | Data nomina     | Motivazione             | Data cessazione |           |
| -------- | ------------- | ----------- | --------------- | ----------------------- | --------------- | --------- |
|          | Liliana Segre | attivista   | 19 gennaio 2018 | Meriti in campo sociale | in carica       | in carica |

## Senatori di diritto e a vita (Presidenti emeriti della Repubblica)
| Immagine | Nominativo           | Data entrata in carica | Data cessazione              |                              |
| -------- | -------------------- | ---------------------- | ---------------------------- | ---------------------------- |
|          | Enrico De Nicola     | 12 maggio 1948         | 1º ottobre 1959 (deceduto)   |                              |
|          | Luigi Einaudi        | 11 maggio 1955         | 30 ottobre 1961 (deceduto)   |                              |
|          | Giovanni Gronchi     | 11 maggio 1962         | 17 ottobre 1978 (deceduto)   |                              |
|          | Antonio Segni        | 6 dicembre 1964        | 1º dicembre 1972 (deceduto)  |                              |
|          | Giuseppe Saragat     | 29 dicembre 1971       | 11 giugno 1988 (deceduto)    |                              |
|          | Giovanni Leone       | 15 giugno 1978         | 9 novembre 2001 (deceduto)   |                              |
|          | Sandro Pertini       | 23 giugno 1985         | 24 febbraio 1990 (deceduto)  |                              |
|          | Francesco Cossiga    | 28 aprile 1992         | 17 agosto 2010 (deceduto)    |                              |
|          | Oscar Luigi Scalfaro | 15 maggio 1999         | 29 gennaio 2012 (deceduto)   |                              |
|          | Carlo Azeglio Ciampi | 15 maggio 2006         | 16 settembre 2016 (deceduto) | 16 settembre 2016 (deceduto) |
|          | Giorgio Napolitano   | 14 gennaio 2015        | 22 settembre 2023 (deceduto) | 22 settembre 2023 (deceduto) |

## Elenco in ordine alfabetico
In grassetto sono evidenziati i cinque senatori a vita in carica al 22 settembre 2023 (data dell'ultima variazione):
| - Claudio Abbado - Gianni Agnelli - Giulio Andreotti - Carlo Bo - Norberto Bobbio - Pietro Canonica - Guido Castelnuovo - Elena Cattaneo - Carlo Azeglio Ciampi - Emilio Colombo - Francesco Cossiga - Eduardo De Filippo - Francesco De Martino - Enrico De Nicola - Gaetano De Sanctis - Luigi Einaudi | - Amintore Fanfani - Giovanni Gronchi - Pasquale Jannaccone - Giovanni Leone - Rita Levi-Montalcini - Mario Luzi - Cesare Merzagora - Eugenio Montale - Mario Monti - Giorgio Napolitano - Pietro Nenni - Giuseppe Paratore - Ferruccio Parri - Sandro Pertini - Renzo Piano - Sergio Pininfarina | - Camilla Ravera - Carlo Rubbia - Meuccio Ruini - Carlo Alberto Salustri - Giuseppe Saragat - Oscar Luigi Scalfaro - Antonio Segni - Liliana Segre - Giovanni Spadolini - Luigi Sturzo - Paolo Emilio Taviani - Arturo Toscanini - Leo Valiani - Vittorio Valletta - Umberto Zanotti Bianco |

## Cronologia delle nomine e numero complessivo dei senatori
| Data       | Senatore a vita        | Evento                           | Bilancio | Numero di senatori a vita (di cui ex presidenti della Repubblica) |
| ---------- | ---------------------- | -------------------------------- | -------- | ----------------------------------------------------------------- |
| 12/05/1948 | Enrico De Nicola       | Successione passiva al Quirinale | +1       | 1 (1)                                                             |
| 05/12/1949 | Guido Castelnuovo      | Nomina di Luigi Einaudi          | +1       | 3 (1)                                                             |
| 05/12/1949 | Arturo Toscanini       | Nomina di Luigi Einaudi          | +1       | 3 (1)                                                             |
| 06/12/1949 | Arturo Toscanini       | Rinuncia alla carica             | -1       | 2 (1)                                                             |
| 01/12/1950 | Pietro Canonica        | Nomina di Luigi Einaudi          | +1       | 6 (1)                                                             |
| 01/12/1950 | Gaetano De Sanctis     | Nomina di Luigi Einaudi          | +1       | 6 (1)                                                             |
| 01/12/1950 | Pasquale Jannaccone    | Nomina di Luigi Einaudi          | +1       | 6 (1)                                                             |
| 01/12/1950 | Carlo Alberto Salustri | Nomina di Luigi Einaudi          | +1       | 6 (1)                                                             |
| 21/12/1950 | Carlo Alberto Salustri | Morte                            | -1       | 5 (1)                                                             |
| 27/04/1952 | Guido Castelnuovo      | Morte                            | -1       | 4 (1)                                                             |
| 17/09/1952 | Luigi Sturzo           | Nomina di Luigi Einaudi          | +1       | 6 (1)                                                             |
| 17/09/1952 | Umberto Zanotti Bianco | Nomina di Luigi Einaudi          | +1       | 6 (1)                                                             |
| 11/05/1955 | Luigi Einaudi          | Successione passiva al Quirinale | +1       | 7 (2)                                                             |
| 09/04/1957 | Gaetano De Sanctis     | Morte                            | -1       | 6 (2)                                                             |
| 09/11/1957 | Giuseppe Paratore      | Nomina di Giovanni Gronchi       | +1       | 7 (2)                                                             |
| 08/06/1959 | Pietro Canonica        | Morte                            | -1       | 6 (2)                                                             |
| 08/08/1959 | Luigi Sturzo           | Morte                            | -1       | 5 (2)                                                             |
| 01/10/1959 | Enrico De Nicola       | Morte                            | -1       | 4 (1)                                                             |
| 22/12/1959 | Pasquale Jannaccone    | Morte                            | -1       | 3 (1)                                                             |
| 30/10/1961 | Luigi Einaudi          | Morte                            | -1       | 2 (0)                                                             |
| 11/05/1962 | Giovanni Gronchi       | Successione passiva al Quirinale | +1       | 3 (1)                                                             |
| 02/03/1963 | Cesare Merzagora       | Nomina di Antonio Segni          | +1       | 6 (1)                                                             |
| 02/03/1963 | Ferruccio Parri        | Nomina di Antonio Segni          | +1       | 6 (1)                                                             |
| 02/03/1963 | Meuccio Ruini          | Nomina di Antonio Segni          | +1       | 6 (1)                                                             |
| 28/10/1963 | Umberto Zanotti Bianco | Morte                            | -1       | 5 (1)                                                             |
| 06/12/1964 | Antonio Segni          | Successione passiva al Quirinale | +1       | 6 (2)                                                             |
| 28/11/1966 | Vittorio Valletta      | Nomina di Giuseppe Saragat       | +1       | 7 (2)                                                             |
| 26/02/1967 | Giuseppe Paratore      | Morte                            | -1       | 6 (2)                                                             |
| 13/06/1967 | Eugenio Montale        | Nomina di Giuseppe Saragat       | +1       | 7 (2)                                                             |
| 10/10/1967 | Vittorio Valletta      | Morte                            | -1       | 6 (2)                                                             |
| 27/10/1967 | Giovanni Leone         | Nomina di Giuseppe Saragat       | +1       | 7 (2)                                                             |
| 06/03/1970 | Meuccio Ruini          | Morte                            | -1       | 6 (2)                                                             |
| 25/11/1970 | Pietro Nenni           | Nomina di Giuseppe Saragat       | +1       | 7 (2)                                                             |
| 24/12/1971 | Giovanni Leone         | Successione attiva al Quirinale  | -1       | 6 (2)                                                             |
| 29/12/1971 | Giuseppe Saragat       | Successione passiva al Quirinale | +1       | 7 (3)                                                             |
| 10/03/1972 | Amintore Fanfani       | Nomina di Giovanni Leone         | +1       | 8 (3)                                                             |
| 01/12/1972 | Antonio Segni          | Morte                            | -1       | 7 (2)                                                             |
| 15/06/1978 | Giovanni Leone         | Successione passiva al Quirinale | +1       | 8 (3)                                                             |
| 17/10/1978 | Giovanni Gronchi       | Morte                            | -1       | 7 (2)                                                             |
| 01/01/1980 | Pietro Nenni           | Morte                            | -1       | 6 (2)                                                             |
| 12/01/1980 | Leo Valiani            | Nomina di Sandro Pertini         | +1       | 7 (2)                                                             |
| 12/09/1981 | Eugenio Montale        | Morte                            | -1       | 6 (2)                                                             |
| 26/09/1981 | Eduardo De Filippo     | Nomina di Sandro Pertini         | +1       | 7 (2)                                                             |
| 08/12/1981 | Ferruccio Parri        | Morte                            | -1       | 6 (2)                                                             |
| 08/01/1982 | Camilla Ravera         | Nomina di Sandro Pertini         | +1       | 7 (2)                                                             |
| 18/07/1984 | Carlo Bo               | Nomina di Sandro Pertini         | +1       | 9 (2)                                                             |
| 18/07/1984 | Norberto Bobbio        | Nomina di Sandro Pertini         | +1       | 9 (2)                                                             |
| 31/10/1984 | Eduardo De Filippo     | Morte                            | -1       | 8 (2)                                                             |
| 23/06/1985 | Sandro Pertini         | Successione passiva al Quirinale | +1       | 9 (3)                                                             |
| 14/04/1988 | Camilla Ravera         | Morte                            | -1       | 8 (3)                                                             |
| 11/06/1988 | Giuseppe Saragat       | Morte                            | -1       | 7 (2)                                                             |
| 24/02/1990 | Sandro Pertini         | Morte                            | -1       | 6 (1)                                                             |
| 01/05/1991 | Cesare Merzagora       | Morte                            | -1       | 5 (1)                                                             |
| 02/05/1991 | Giovanni Spadolini     | Nomina di Francesco Cossiga      | +1       | 6 (1)                                                             |
| 01/06/1991 | Gianni Agnelli         | Nomina di Francesco Cossiga      | +1       | 10 (1)                                                            |
| 01/06/1991 | Giulio Andreotti       | Nomina di Francesco Cossiga      | +1       | 10 (1)                                                            |
| 01/06/1991 | Francesco De Martino   | Nomina di Francesco Cossiga      | +1       | 10 (1)                                                            |
| 01/06/1991 | Paolo Emilio Taviani   | Nomina di Francesco Cossiga      | +1       | 10 (1)                                                            |
| 28/04/1992 | Francesco Cossiga      | Successione passiva al Quirinale | +1       | 11 (2)                                                            |
| 04/08/1994 | Giovanni Spadolini     | Morte                            | -1       | 10 (2)                                                            |
| 15/05/1999 | Oscar Luigi Scalfaro   | Successione passiva al Quirinale | +1       | 11 (3)                                                            |
| 18/09/1999 | Leo Valiani            | Morte                            | -1       | 10 (3)                                                            |
| 20/11/1999 | Amintore Fanfani       | Morte                            | -1       | 9 (3)                                                             |
| 18/06/2001 | Paolo Emilio Taviani   | Morte                            | -1       | 8 (3)                                                             |
| 21/07/2001 | Carlo Bo               | Morte                            | -1       | 7 (3)                                                             |
| 01/10/2001 | Rita Levi-Montalcini   | Nomina di Carlo Azeglio Ciampi   | +1       | 8 (3)                                                             |
| 09/11/2001 | Giovanni Leone         | Morte                            | -1       | 7 (2)                                                             |
| 18/11/2002 | Francesco De Martino   | Morte                            | -1       | 6 (2)                                                             |
| 14/01/2003 | Emilio Colombo         | Nomina di Carlo Azeglio Ciampi   | +1       | 7 (2)                                                             |
| 24/01/2003 | Gianni Agnelli         | Morte                            | -1       | 6 (2)                                                             |
| 09/01/2004 | Norberto Bobbio        | Morte                            | -1       | 5 (2)                                                             |
| 14/10/2004 | Mario Luzi             | Nomina di Carlo Azeglio Ciampi   | +1       | 6 (2)                                                             |
| 28/02/2005 | Mario Luzi             | Morte                            | -1       | 5 (2)                                                             |
| 23/09/2005 | Giorgio Napolitano     | Nomina di Carlo Azeglio Ciampi   | +1       | 7 (2)                                                             |
| 23/09/2005 | Sergio Pininfarina     | Nomina di Carlo Azeglio Ciampi   | +1       | 7 (2)                                                             |
| 15/05/2006 | Giorgio Napolitano     | Successione attiva al Quirinale  | -1       | 7 (3)                                                             |
| 15/05/2006 | Carlo Azeglio Ciampi   | Successione passiva al Quirinale | +1       | 7 (3)                                                             |
| 17/08/2010 | Francesco Cossiga      | Morte                            | -1       | 6 (2)                                                             |
| 09/11/2011 | Mario Monti            | Nomina di Giorgio Napolitano     | +1       | 7 (2)                                                             |
| 29/01/2012 | Oscar Luigi Scalfaro   | Morte                            | -1       | 6 (1)                                                             |
| 03/07/2012 | Sergio Pininfarina     | Morte                            | -1       | 5 (1)                                                             |
| 30/12/2012 | Rita Levi-Montalcini   | Morte                            | -1       | 4 (1)                                                             |
| 06/05/2013 | Giulio Andreotti       | Morte                            | -1       | 3 (1)                                                             |
| 24/06/2013 | Emilio Colombo         | Morte                            | -1       | 2 (1)                                                             |
| 30/08/2013 | Claudio Abbado         | Nomina di Giorgio Napolitano     | +1       | 6 (1)                                                             |
| 30/08/2013 | Elena Cattaneo         | Nomina di Giorgio Napolitano     | +1       | 6 (1)                                                             |
| 30/08/2013 | Renzo Piano            | Nomina di Giorgio Napolitano     | +1       | 6 (1)                                                             |
| 30/08/2013 | Carlo Rubbia           | Nomina di Giorgio Napolitano     | +1       | 6 (1)                                                             |
| 20/01/2014 | Claudio Abbado         | Morte                            | -1       | 5 (1)                                                             |
| 14/01/2015 | Giorgio Napolitano     | Successione passiva al Quirinale | +1       | 6 (2)                                                             |
| 16/09/2016 | Carlo Azeglio Ciampi   | Morte                            | -1       | 5 (1)                                                             |
| 19/01/2018 | Liliana Segre          | Nomina di Sergio Mattarella      | +1       | 6 (1)                                                             |
| 22/09/2023 | Giorgio Napolitano     | Morte                            | -1       | 5 (0)                                                             |

### Linea temporale
- Blu: senatori a vita nominati dal Presidente della Repubblica
- Arancione: senatori di diritto e a vita (Presidenti emeriti della Repubblica)

## Senatore a vita più anziano anagraficamente
- Enrico De Nicola (1948-1949)[14]
- Guido Castelnuovo (1949-1952)[15]
- Pietro Canonica (1952-1959)[15]
- Luigi Sturzo (1959)[15]
- Pasquale Jannaccone (1959)[15]
- Luigi Einaudi (1959-1961)[15]
- Giuseppe Paratore (1961-1967)[15]
- Meuccio Ruini (1967-1970)[15]
- Giovanni Gronchi (1970-1978)[15]
- Ferruccio Parri (1978-1981)[15]
- Giuseppe Saragat (1981-1982)[16]
- Camilla Ravera (1982-1988)[15]
- Sandro Pertini (1988-1990)[15]
- Cesare Merzagora (1990-1991)[15]
- Amintore Fanfani (1991)[17]
- Francesco De Martino (1991-2002)[15]
- Rita Levi-Montalcini (2002-2012)[15]
- Giulio Andreotti (2012-2013)[15]
- Emilio Colombo (2013)[15]
- Carlo Azeglio Ciampi (2013-2016)[15]
- Giorgio Napolitano (2016-2023)[15]
- Liliana Segre (dal 2023)

## Senatore a vita anziano per nomina
- Enrico De Nicola (1948-1959)[18]
- Pasquale Jannaccone (1959)
- Umberto Zanotti Bianco (1959-1963)
- Giuseppe Paratore (1963-1967)
- Giovanni Gronchi (1967-1978)
- Cesare Merzagora (1978-1991)
- Giovanni Leone (1991-2001)
- Norberto Bobbio (2001-2004)
- Giulio Andreotti (2004-2013)
- Emilio Colombo (2013)
- Carlo Azeglio Ciampi (2013-2015)[19]
- Giorgio Napolitano (2015-2023)
- Mario Monti (dal 2023)

## Senatori a vita in ordine di durata
In grassetto sono indicati i senatori ancora in carica.
- Cesare Merzagora (1963-1991) 28 anni e 60 giorni
- Giovanni Leone (1967-1971 e 1978-2001) 27 anni e 271 giorni
- Amintore Fanfani (1972-1999) 27 anni e 255 giorni
- Giulio Andreotti (1991-2013) 21 anni e 339 giorni
- Leo Valiani (1980-1999) 19 anni e 249 giorni
- Norberto Bobbio (1984-2004) 19 anni e 175 giorni
- Ferruccio Parri (1963-1981) 18 anni e 281 giorni
- Francesco Cossiga (1992-2010) 18 anni e 111 giorni
- Carlo Bo (1984-2001) 17 anni e 3 giorni
- Giuseppe Saragat (1971-1988) 16 anni e 165 giorni
- Giovanni Gronchi (1962-1978) 16 anni e 159 giorni
- Eugenio Montale (1967-1981) 14 anni e 92 giorni
- Mario Monti (dal 2011) 13 anni e 226 giorni
- Oscar Luigi Scalfaro (1999-2012) 12 anni e 259 giorni
- Elena Cattaneo (dal 2013) 11 anni e 297 giorni
- Renzo Piano (dal 2013) 11 anni e 297 giorni
- Carlo Rubbia (dal 2013) 11 anni e 297 giorni
- Gianni Agnelli (1991-2003) 11 anni e 237 giorni
- Francesco De Martino (1991-2002) 11 anni e 170 giorni
- Rita Levi-Montalcini (2001-2012) 11 anni e 151 giorni
- Enrico De Nicola (1948-1959) 11 anni e 142 giorni
- Umberto Zanotti Bianco (1952-1963) 10 anni e 345 giorni
- Emilio Colombo (2003-2013) 10 anni e 161 giorni
- Carlo Azeglio Ciampi (2006-2016) 10 anni e 124 giorni
- Paolo Emilio Taviani (1991-2001) 10 anni e 17 giorni
- Giorgio Napolitano (2005-2006 e 2015-2023) 9 anni e 120 giorni
- Giuseppe Paratore (1957-1967) 9 anni e 109 giorni
- Pietro Nenni (1970-1980) 9 anni e 37 giorni
- Pasquale Jannaccone (1950-1959) 9 anni e 21 giorni
- Pietro Canonica (1950-1959) 9 anni e 7 giorni
- Antonio Segni (1964-1972) 7 anni e 361 giorni
- Liliana Segre (dal 2018) 7 anni e 155 giorni
- Meuccio Ruini (1963-1970) 7 anni e 4 giorni
- Sergio Pininfarina (2005-2012) 6 anni e 284 giorni
- Luigi Sturzo (1952-1959) 6 anni e 234 giorni
- Luigi Einaudi (1955-1961) 6 anni e 172 giorni
- Gaetano De Sanctis (1950-1957) 6 anni e 129 giorni
- Camilla Ravera (1982-1988) 6 anni e 97 giorni
- Sandro Pertini (1985-1990) 4 anni e 240 giorni
- Giovanni Spadolini (1991-1994) 3 anni e 94 giorni
- Eduardo De Filippo (1981-1984) 3 anni e 35 giorni
- Guido Castelnuovo (1949-1952) 2 anni e 144 giorni
- Vittorio Valletta (1966-1967) 255 giorni
- Claudio Abbado (2013-2014) 143 giorni
- Mario Luzi (2004-2005) 131 giorni
- Carlo Alberto Salustri (1950) 20 giorni
- Arturo Toscanini (1949) 2 giorni (dimesso)

## Senatori a vita più longevi
In grassetto sono indicati i senatori ancora in vita e in carica.
- Rita Levi-Montalcini (1909-2012) 103 anni e 252 giorni
- Camilla Ravera (1889-1988) 98 anni e 301 giorni
- Giorgio Napolitano (1925-2023) 98 anni e 85 giorni
- Carlo Azeglio Ciampi (1920-2016) 95 anni e 282 giorni
- Francesco De Martino (1907-2002) 95 anni e 171 giorni
- Liliana Segre (1930) 94 anni e 286 giorni
- Giulio Andreotti (1919-2013) 94 anni e 112 giorni
- Norberto Bobbio (1909-2004) 94 anni e 52 giorni
- Sandro Pertini (1896-1990) 93 anni e 152 giorni
- Oscar Luigi Scalfaro (1918-2012) 93 anni e 142 giorni
- Emilio Colombo (1920-2013) 93 anni e 74 giorni
- Giovanni Leone (1908-2001) 93 anni e 6 giorni
- Cesare Merzagora (1898-1991) 92 anni e 173 giorni
- Meuccio Ruini (1877-1970) 92 anni e 82 giorni
- Ferruccio Parri (1890-1981) 91 anni e 323 giorni
- Amintore Fanfani (1908-1999) 91 anni e 287 giorni
- Carlo Rubbia (1934) 91 anni e 84 giorni
- Giovanni Gronchi (1887-1978) 91 anni e 37 giorni
- Giuseppe Paratore (1876-1967) 90 anni e 271 giorni
- Leo Valiani (1909-1999) 90 anni e 221 giorni
- Carlo Bo (1911-2001) 90 anni e 177 giorni
- Mario Luzi (1914-2005) 90 anni e 131 giorni
- Pietro Canonica (1869-1959) 90 anni e 99 giorni
- Arturo Toscanini (1867-1957) 89 anni e 297 giorni
- Giuseppe Saragat (1898-1988) 89 anni e 266 giorni
- Pietro Nenni (1891-1980) 88 anni e 326 giorni
- Paolo Emilio Taviani (1912-2001) 88 anni e 224 giorni
- Renzo Piano (1937) 87 anni e 282 giorni
- Luigi Sturzo (1871-1959) 87 anni e 255 giorni
- Luigi Einaudi (1874-1961) 87 anni e 220 giorni
- Pasquale Jannaccone (1872-1959) 87 anni e 218 giorni
- Guido Castelnuovo (1865-1952) 86 anni e 257 giorni
- Gaetano De Sanctis (1870-1957) 86 anni e 176 giorni
- Sergio Pininfarina (1926-2012) 85 anni e 299 giorni
- Eugenio Montale (1896-1981) 84 anni e 335 giorni
- Eduardo De Filippo (1900-1984) 84 anni e 160 giorni
- Vittorio Valletta (1883-1967) 84 anni e 13 giorni
- Mario Monti (1943) 82 anni e 96 giorni
- Francesco Cossiga (1928-2010) 82 anni e 22 giorni
- Enrico De Nicola (1877-1959) 81 anni e 326 giorni
- Gianni Agnelli (1921-2003) 81 anni e 318 giorni
- Antonio Segni (1891-1972) 81 anni e 303 giorni
- Claudio Abbado (1933-2014) 80 anni e 208 giorni
- Carlo Alberto Salustri (1871-1950) 79 anni e 56 giorni
- Umberto Zanotti Bianco (1889-1963) 74 anni e 218 giorni
- Giovanni Spadolini (1925-1994) 69 anni e 44 giorni
- Elena Cattaneo (1962) 62 anni e 244 giorni